# Jean Loret
Jean-Marie Loret-Frizon (* 18. bzw. nach anderen Angaben 25. März 1918 in Seboncourt bei Saint-Quentin in der Picardie; † 14. Februar 1985 in Saint-Quentin) war ein französischer Eisenbahnarbeiter und nach eigener Aussage ein  Sohn Adolf Hitlers. Die These des „Hitlersohns“ wurde von Werner Maser vertreten und war vor allem in den 1970er-Jahren sehr verbreitet. Masers Ansicht stellt in der historischen Hitler-Forschung jedoch eine Minderheitenmeinung dar: Historiker wie Anton Joachimsthaler, Timothy W. Ryback und Ian Kershaw halten eine Vaterschaft Hitlers für unwahrscheinlich.

## Leben und Wirken
Jean-Marie Loret wurde 1918 in Seboncourt als Jean-Marie Lobjoie geboren. Die Mutter des unehelichen Kindes war Charlotte Eudoxie Alida Lobjoie (* 15. März 1898; † 13. April 1951), die Tochter des ortsansässigen Metzgers Louis Joseph Alfred Lobjoie († 1925) und seiner Frau Marie Flore Philomène Colpin († 1926). Laut dem Eintrag im Geburtsregister seiner Heimatstadt war der Vater Lorets ein unbekannter deutscher Weltkriegssoldat. Da Adolf Hitler sich 1916/17 in den Ortschaften Seclin, Fournes-en-Weppes, Wavrin und Ardooie aufgehalten hatte und nach Augenzeugen ein Verhältnis mit Charlotte unterhalten haben soll, wurde verschiedentlich über eine Vaterschaft Hitlers diskutiert.
Charlotte Lobjoie wird in mehreren Quellen der Beruf einer Tänzerin zugeschrieben, wobei unklar bleibt, ob sie dies bereits 1916/17 war. Offensichtlich scheint sie diesen Beruf erst ergriffen zu haben, als sie einige Monate nach der Geburt ihres Kindes und nach dem Abzug der Deutschen aus Frankreich nach Paris zog. Jean wuchs bis zum 8. Lebensjahr bei den Großeltern auf, zu denen Charlotte nach ihrem Abschied von der Familie den Kontakt abbrach. Am 22. Mai 1922 heiratete sie den Lithografen Clément Loret, der damit einverstanden war, dass der uneheliche Sohn seiner Frau, den er jedoch niemals persönlich traf, seinen Namen tragen dürfe. Nach dem Tod der Großeltern, die ihn nach Lorets eigenen Angaben „schlecht behandelten“, strengte seine Tante Alice Lobjoie die Adoption ihres Neffen durch die Familie des reichen Bauunternehmers Frizon aus Saint-Quentin an. Danach besuchte Jean ein katholisches Internat, erst in Cambrai und dann in Saint-Quentin. 1936 begann er seinen Militärdienst und wurde später zum Feldwebel befördert. Nach Kriegsende betätigte er sich einige Jahre lang als Geschäftsmann, bis er den Beruf 1948 aufgrund einer Insolvenz aufgeben musste.
Laut eigener Aussage wusste Loret schon als Kind, dass er der Sohn eines deutschen Soldaten sei; er habe jedoch keine Ahnung über dessen Identität gehabt. 1948, so behauptete er später, habe ihm dann seine Mutter auf ihrem Sterbebett enthüllt, dass dieser Soldat Adolf Hitler gewesen sei.
Im Zweiten Weltkrieg arbeitete Loret als Chargé de Mission bei der französischen Polizei in Saint-Quentin – angeblich habe er den Posten auf persönlichen Befehl Hitlers erteilt bekommen, obwohl es nie stichhaltige Beweise dafür gab. Behauptungen, er habe in dieser Eigenschaft mit den in Frankreich stationierten Gestapo-Einheiten kollaboriert, sind ebenso wenig erwiesen. Gegen diese Behauptung spricht, dass ihm nach dem Krieg kein Prozess wegen Kollaboration gemacht wurde. In verschiedenen Quellen heißt es allerdings, dass Hitler jegliches Material über Loret vernichten ließ. Außerdem galt Loret als eher durchschnittlich und nicht übermäßig fleißig, sodass es eher ungewöhnlich erscheint, dass er sich diesen hohen Posten bereits mit unter 25 Jahren ganz aus eigener Kraft erarbeitet hatte.
Loret war mindestens einmal verheiratet und hatte neun Kinder, darunter Philippe Loret, der 2012 mit der These, der Enkel Hitlers zu sein, seinerseits an die Öffentlichkeit trat. Einige Quellen behaupten, Lorets Frau habe sich 1948 von ihm getrennt, als sie von seiner Abstammung erfuhr. In späteren Zeitungsartikeln über Loret wird eine Ehefrau namens Muguette erwähnt, die zu diesem Zeitpunkt mit ihm zusammenlebte. Dabei ist unklar, ob es sich bei Muguette um eine zweite Ehefrau (oder Lebensgefährtin) handelte oder ob sie die Mutter seiner Kinder war, die wieder zu ihm zurückgekehrt war oder sich nie von ihm getrennt hatte.
Am 7. Juni 1978, während der öffentlichen Diskussion um Loret, holte Maser ihn aus St. Quentin in sein Haus nach Speyer, wo er ihn vor den kritischen Fragen der Presse verborgen hielt. Die beiden besichtigten auch das ehemalige Konzentrationslager Dachau, wobei Loret wörtlich geäußert haben soll: „Ich habe mir meinen Vater nicht ausgesucht.“ Maser nahm Loret sogar mit nach Tokio, um ihn dazu zu bewegen, Interviews zu geben; allerdings erschien Loret in dieser Beziehung eher zurückhaltend.
Loret und Maser überwarfen sich 1979 schließlich, vermutlich aus finanziellen Gründen. Loret veröffentlichte 1981 in Zusammenarbeit mit René Mathot noch seine Autobiographie Ton père s’appelait Hitler.

## Die Causa Loret–Hitler
Die Geschichte von „Hitlers Sohn“ wurde in den 1970er-Jahren vor allem in verschiedenen Illustrierten wie der Bunten, aber auch in als reputierlicher geltenden Organen wie der historischen Zeitschrift Zeitgeschichte und dem Nachrichtenmagazin Der Spiegel lanciert. Letzteres veröffentlichte die in ihrer Nachwirkung einflussreichste Geschichte über Loret mit dem Titel „Liebe in Flandern“.
Der Ursprung der zunächst nur mündlich verbreiteten Geschichte um Hitlers Sohn konnte bislang nicht ermittelt werden. Jedenfalls standen Kolportagen, die behaupteten, der uneheliche Sohn einer Französin und eines deutschen Soldaten sei der Sohn Hitlers, in Lorets Heimat bereits geraume Zeit im Raum, als der deutsche Historiker Werner Maser auf Loret aufmerksam wurde. Ob die Gerüchte von Loret selbst oder von anderen in die Welt gesetzt wurden, ist nicht geklärt.
Maser behauptete, erstmals 1965 bei Recherchen in Wavrin und umliegenden Städten von einem angeblichen Hitler-Sohn gehört zu haben.
Maser ging diesen Berichten nach, traf dabei auf Loret und konnte ihn davon überzeugen, „seine Geschichte“ publizieren zu lassen. Fortan verwandte Maser große Anstrengungen darauf, Beweise für ihre Korrektheit zu sammeln. Kritiker wie etwa Anton Joachimsthaler warfen ihm vor, Handlungsmotive wie Sensationslüsternheit und Gefallen am großen Effekt der wissenschaftlichen Wahrheitsliebe überzuordnen.
Laut Masers Darstellung trug sich die Verbindung Loret–Hitler wie folgt zu: Hitler habe Charlotte Lobjoie 1916 in der Stadt Wavrin im deutsch besetzten Teil Frankreichs als dort stationierter Soldat getroffen und eine Liebesbeziehung mit ihr begonnen. Loret sei schließlich im Sommer 1917 in Ardooie bzw. laut anderen Quellen im Herbst 1917 in Le Cateau gezeugt worden. Letzteres muss wohl als die weniger wahrscheinliche Variante angesehen werden, da sie eine Frühgeburt voraussetzen würde, die zwar nicht auszuschließen ist, für deren Vorliegen jedoch auch keinerlei Indizien sprechen.
Maser schrieb zur Beziehung Hitler–Lobjoie in seiner Hitler-Biographie:

„Anfang 1916 war das Mädchen dem deutschen Soldaten Adolf Hitler erstmals begegnet. Es blieb zunächst in Premont, ließ sich auf sexuelle Beziehungen mit Hitler ein und folgte ihm bis Herbst 1917 u. a. nach Seboncourt, Forunes, Vavrin und Noyelles lez Saeclin in Nordfrankreich – und im Mai, Juni, Juli 1917 und Ardooie in Belgien“

Die Kritiker dieser vermeintlichen Sensation verwiesen sehr bald auf die Unerwiesenheit von Masers Behauptungen, der sich auf nichts weiter stützte als Lorets Behauptungen.
Ein erbbiologisches Gutachten der Universität Heidelberg ergab, dass „Loret allenfalls Hitlers Sohn sein könnte“, dies jedoch nicht sein müsse.
Als vermeintliche Belege für die Vaterschaft von Hitler wurden Charlotte Lobjoies Einweisung in ein französisches Sanatorium nach dem deutschen Einmarsch in Frankreich (angeblich auf Weisung Hitlers) und eine langwierige Befragung Lorets durch die Gestapo im Hotel Lutetia, dem Gestapo-Hauptquartier in Paris, sowie die angebliche Kollaboration mit der Gestapo als Polizist angeführt.
Masers Befragung von Alice Lobjoie, der Tante Lorets und Schwester von Charlotte, die er als Kronzeugin für seine Behauptung ins Feld führen wollte, ergab ein negatives Ergebnis: Alice Lobjoie gab an, dass ihre Schwester im Ersten Weltkrieg zwar eine Liebesbeziehung mit einem deutschen Soldaten hatte, bestritt jedoch heftig, dass dieser Soldat Adolf Hitler war. Sie gab an, sich gut an das Gesicht des Mannes erinnern zu können und zu wissen, dass dieses keine Ähnlichkeit mit Hitler gehabt habe. Außerdem gab sie zu Protokoll:

„Jean ist ein Spinner. Die Hitlergeschichte haben ihm nur die Deutschen aufgeschwatzt.“

In späteren Auflagen seines Buches Hitler versuchte Maser die Aussagen Lobjoies abzuschwächen, indem er auf den angeblichen Groll der Tante gegen ihren Neffen hinwies.
Neben dem Dementi von Alice Lobjoie führten Kritiker von Masers These wie der Historiker Joachimsthaler unter anderem Zeugnisse von Kriegskameraden Hitlers in die Debatte ein, die in ihren Erinnerungen an Hitler im Ersten Weltkrieg einhellig vermerkten, dieser habe jede Beziehung deutscher Soldaten zu französischen Frauen entschieden abgelehnt. So etwa Balthasar Brandmayer, der in seinem Erinnerungsbuch Zwei Meldegänger berichtete, Hitler habe in heftigsten Worten gegen das Vorhaben von Regimentskameraden reagiert, sich mit Französinnen einzulassen, und diesen vorgehalten, „koa deutsch Ehrg’fühl“ zu haben.
Die Kritiker machten zudem logische Inkonsistenzen in Masers Geschichte geltend: So sei es höchst unwahrscheinlich, dass ein Soldat im Krieg, noch dazu ein in der militärischen Hierarchie niedrig rangierender Gefreiter, eine Geliebte über alle Verlegungen seines Regiments hinweg habe mit sich führen können, wie dies laut Maser Hitler mit Lobjoie getan habe: Eine freie Bewegung sei in den besetzten Gebieten kaum möglich gewesen, den Regimentstrossen nachzureisen erst recht nicht.
Während der Aschaffenburger Streitgespräche der Historiker im Jahr 1979 schwieg sich Maser zu der Affäre zunächst aus und erklärte schließlich in seinem Diskussionsbeitrag einen möglichen illegitimen Sohn Hitlers plötzlich für eine ganz nebensächliche Sache. Joachimsthaler bezeichnete dies als ein „Eigentor“ Masers.
Der Daily Express behauptete in einem Artikel vom 15. Februar 1985, dass nach Hitlers Tod unter seinen Habseligkeiten ein Porträt von Lorets Mutter gefunden worden sei, blieb jedoch einen Beleg für diese Behauptung schuldig. Tatsächlich wurde ein von Adolf Hitler aus dem Jahr 1916 stammendes Porträt, das Charlotte Lobjoie mit einem Kopftuch und einer Heugabel in der Hand darstellen soll, in den 1960er-Jahren bei einem belgischen Unternehmer aufgespürt und Anfang der 1970er-Jahre in einer Ausgabe der Zeitschrift Panorama publiziert. Es ist daher unwahrscheinlich, dass sich dieses Porträt 1945 in Hitlers Habe befunden hat.
Maser bekräftigte 2004 in einem Interview mit der der rechtsextremen Szene nahestehenden National-Zeitung, dass er nach wie vor zu seiner These stehe. Darüber hinaus beharrte er darauf, dass Loret „eindeutig Hitlers Sohn“ gewesen sei, und gab weiter an, dass dies „in Frankreich von behördlicher Seite anerkannt worden“ sei. Die 12. Auflage von Masers Buch Adolf Hitler – Legende, Mythos, Wirklichkeit enthält einen umfassenden Anhang zum Thema Hitler–Loret.
Anfang 2012 will das französische Wochenmagazin Le Point neue Indizien für die Vaterschaft Hitlers entdeckt haben. So soll sich aus Militärunterlagen ergeben, dass Hitler Unterhaltszahlungen an Charlotte Lobjoie geleistet habe. Weitere der „neuen“ Anhaltspunkte wiederholen allerdings nur Altbekanntes.